# Zap Comix
Zap Comix é o mais conhecido e uma dos mais populares revista em quadrinhos underground surgido como parte da contracultura dos anos 1960. Embora não seja considerada a primeira história em quadrinhos underground publicado até então, a revista Zap marca o início da era do "underground comix". A revista Zap foi criada pelo cartunista americano Robert Crumb. Embora a origem da grafia "comix" seja objeto de alguma controvérsia, ela foi popularizada por sua aparição no título das primeiras edições do Zap. O crítico de design Steven Heller afirma que o termo "comix" ("co-mix") refere-se ao estilo tradicional de quadrinhos do Zap, e sua mistura de piadas sujas e histórias.